# Pectoctenus scalabrii
Pectoctenus scalabrii là một loài bọ cánh cứng trong họ Cerambycidae.